# Albert Sasko-Kobursko-Gothajský
Princ Albert Sasko-Kobursko-Gothajský (Franz August Karl Albert Emanuel; 26. srpna 1819 – 14. prosince 1861) byl jako manžel královny Viktorie od 10. února 1840 až do své smrti v roce 1861 britský princ manžel.
Albert se narodil v saském vévodství Sasko-Kobursko-Saalfeldsko do rodiny spojené s mnoha evropskými vládnoucími panovníky. Ve 20 letech se oženil se svou sestřenicí Viktorií; měli devět dětí. Zpočátku se cítil omezován svou rolí manžela, která mu neposkytovala moc ani odpovědnost. Podporoval věci veřejné, jako je reforma školství a zrušení otroctví po celém světě, a byl pověřen vedením královniny domácnosti, kanceláře a statků. Intenzivně se zapojoval do organizace světové výstavy v roce 1851, což byl obrovský úspěch.
Viktorie začala stále více záviset na Albertově podpoře a vedení. Napomáhal rozvoji britské konstituční monarchie tím, že přesvědčil svou manželku, aby byla méně stranická ve svých jednáních s parlamentem – i když aktivně nesouhlasil s intervenční zahraniční politikou uplatňovanou během funkčního období lorda Palmerstona jako ministra zahraničí. Albert zemřel v roce 1861 ve věku 42 let. Viktorii to zničilo, po zbytek života nosila černou. Po její smrti v roce 1901 se jejich nejstarší syn stal králem jako Eduard VII. Byl to první britský panovník z rodu Sasko-Kobursko-Gothajských, který byl pojmenován po vévodském rodu, ke kterému Albert patřil.

## Původ
Narodil se jako druhorozený syn Arnošta I., vévody Sasko-Kobursko-Saalfeldského. Albertovou matkou byla manželka Arnošta I., Luisa Sasko-Gothajsko-Altenburská. Panství rodičů bylo miniaturním vévodstvím místního významu, které se nacházelo ve střední části dnešního Německa a čítalo jen asi 200 000 obyvatel. Výhodnou sňatkovou politikou byl ale rod spřízněn s nejvýznamnějšími vládnoucími rody Evropy. Albertův otec Arnošt I. byl přes své sestry a bratry spřízněn s ruskou carskou rodinou, s rodinou württemberského vévody a s anglickou královskou rodinou. Jeho mladší bratr Leopold se stal dokonce belgickým králem.

## Dětství a mládí
Manželství jeho rodičů nebylo příliš šťastné, jelikož vévoda Arnošt I. měl řadu milenek, což jeho manželka samozřejmě těžce nesla. I ona si nakonec našla milence, komořího Gottfrieda von Bülow, ale po odhalení tohoto vztahu musela rodinu opustit a Arnošt I. se s ní rozvedl. Odloučení od matky snášel tehdy ještě malý a velmi citlivý hoch poměrně těžce. Po celé své následující dětství trpěl úzkostnými stavy, často bezdůvodně plakal, měl ustavičné bolesti žaludku a migrény. Otec se svým dětem nevěnoval. Albert byl ve věku pěti let společně se svým starším bratrem Arnoštem svěřen do péče teologa a filozofa Christiana Florschütze, který o ně velmi vzorně pečoval dalších patnáct let. Především u nadaného a snaživého Alberta se snažil citlivě rozvíjet jeho zájmy. Albert byl sportovně nadaný, mimořádně muzikální, velmi inteligentní s logickým myšlením. Jeho povaha však byla komplikovaná – byl tichý, úzkostný, nepříliš vytrvalý a hypochondrický. Ze všeho nejraději se věnoval komponování hudby a pěším výletům do přírody, kterou miloval.

## Plány strýce Leopolda
Nejblíže měl ke svému strýci Leopoldovi, který byl od roku 1831 belgickým králem. Leopold ho měl také velmi rád a rozhodl se udělat pro tohoto svého synovce, druhorozeného syna z malého vévodství, co jen bude možné. A svůj záměr naplnil beze zbytku. V roce 1836 se Leopold domluvil se svou sestrou Viktorií, vévodkyní z Kentu, na to aby společně pozvali do Londýna svého bratra, vévodu Arnošta I., i s jeho dvěma syny. Mladý Albert tak měl 18. května 1836 poprvé možnost osobně se setkat se svou sestřenicí a budoucí manželkou princeznou Viktorií z Kentu. Albert i Viktorie byli stejně staří, bylo jim tehdy oběma šestnáct let. Viktorie byla svým bratrancem okouzlena a když po měsíci pobytu odjížděl, zapsala si do deníku, že „hořce plakala“. Albert ovšem její city nesdílel a svou sestřenici považoval za povrchní a příliš hlučnou. Strýc Leopold však ve svém úsilí nepolevil a Viktorii se přímo svěřil se svým plánem na její sňatek s Albertem. Albert se o tomto nápadu dozvěděl až o celé dva roky později.

## Studia
Po odjezdu z Londýna strávil rok u strýce v Bruselu a poté odešel studovat práva do Bonnu. Byl výborným a pilným studentem, pokračoval také v komponování hudby, jako turista procestoval v době studií Švýcarsko a Itálii. Pro nevázaný studentský život ale pochopení neměl. Byl stále stejně plachý a nevyhledával společnost přátel ani žen. V roce 1838 se vrátil do Bruselu a právě tehdy jej strýc zasvětil do svých plánů na dohodnutý sňatek s Viktorií, která v té době byla sotva pár měsíců novou královnou Velké Británie. Albert sám tímto nápadem příliš nadšen nebyl, ale podvolil se přání svého milovaného strýce. Z Londýna však přišla rychlá a nečekaná odpověď, v níž královna Viktorie vzkázala svým příbuzným, že se ještě nehodlá vdávat. Leopold se nevzdával a znovu naléhal na svoji neteř, která nakonec svolila a v roce 1839 pozvala Alberta znovu do Londýna. Ten příliš nadšený nebyl, jelikož se doslechl, že sestřenka je nyní tvrdohlavá, panovačná, nemá vůbec ráda přírodu a je každý den vzhůru dlouho do noci. Nepochybně se také cítil dotčen dlouhým čekáním na pozvání. Podruhé v životě se Albert a Viktorie osobně setkali 10. října 1839. Viktorie byla opět okouzlena svým bratrancem a jeho krásou. Už po dvou dnech si zapsala do svého deníku, že je do něj zamilovaná. Od toho okamžiku se od něj nehnula, všude ho doprovázela a 13. října 1839 oznámila ministerskému předsedovi, že se hodlá vdát.

## Sňatek
15. října 1839 si královna Viktorie pozvala Alberta na osobní jednání a svěřila se mu se svými city. On sám byl nadšen a rovněž vyznal Viktorii lásku. Ve skrytu duše měl ale jisté pochybnosti, jak to vyplývalo z jeho dopisů. Měl strach, zda je vůbec hoden toho, být manželem britské královny a nebylo mu příliš příjemné, že měl opustit své rodné vévodství a usadit se v Anglii, ke které neměl žádný vztah a kde se necítil dobře. 14. listopadu 1839 odjel domů, ale denně si s Viktorií psali milostné dopisy. Po jeho odjezdu z Velké Británie se v zemi zvedl odpor proti budoucímu partnerovi mladé panovnice, jelikož veřejnost považovala Alberta za bezvýznamného a nemajetného cizince. Viktorie byla zděšena nenávistnými útoky proti svému snoubenci, a tak Albertovi nařídila, že si s sebou do Anglie nesmí přivézt žádné své německé služebnictvo. Došlo k první partnerské roztržce, ale nakonec se Albert své budoucí choti podvolil. Jejich sňatek byl uzavřen 10. února 1840 v malé kapli Svatojakubského paláce.

## Manželství s královnou

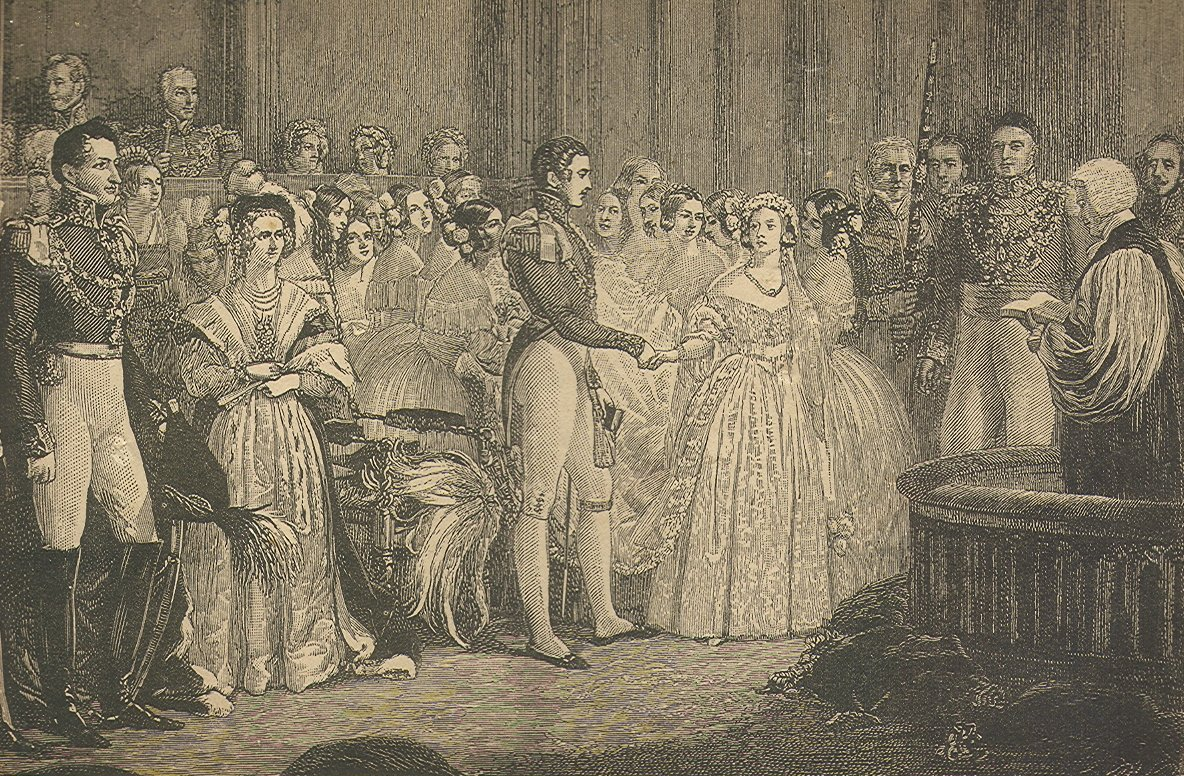
Svatba královny Viktorie a prince Alberta 10. února 1840

První dny po sňatku si novomanželé patřičně užívali. Pořádali plesy, chodili do opery. Albert ale trpěl každý večer silnou únavou a všechny tyto společenské události brzy zvečera opouštěl. Zato svou manželku naučil vstávat už v osm hodin ráno a hned po snídaní vyráželi oba každý den na dlouhou procházku, což Viktorie do té doby neznala. Večery novomanželé trávili v divadle nebo ve společnosti. Na těchto večírcích se Albert necítil dobře. Většina anglické aristokracie vedla bezstarostný a zábavný život, vyplněný hony, hrou v karty, jízdou na koni a nekonečnými debatami o nedůležitých věcech, což vzdělaného Alberta nezajímalo. Ve vyšších kruzích byl považován za člověka povýšeného, arogantního a nudného. Stále více se vyhýbal společnosti a uchyloval se do své pracovny, kde se věnoval studiu a četbě. Jeho pověst u obyvatel země se na krátkou dobu vylepšila poté, co byl na královský pár spáchán 10. června 1840 atentát, který oba přežili bez zranění. Další sympatie získal královský pár 21. listopadu 1840, když jim narodilo první dítě – princezna Viktorie, jeho nejmilovanější potomek. V dalších letech se v manželství narodilo ještě osm dětí. Po Viktorii přišel v roce 1841 na svět Albert Edward (pozdější král Eduard VII.), Alice (1843), Alfred (1844), Helena (1846), Louisa (1848), Artur (1850), Leopold (1853) a Beatrice (1857). Rodinný život se stával s každým dalším rokem, a také s každým dalším těhotenstvím, stále poklidnějším. Královna Viktorie vedla domáčtější život a přestala si libovat v zábavě a společenských večírcích. Nakonec se dokonce podílela i na jeho kultivovanějších zájmech a společně se věnovali četbě a sbírání uměleckých předmětů. Podařilo se jim tak shromáždit významnou sbírku starých malířských děl z období renesance, na sklonku života se Albert stal prezidentem Royal Society of Arts. 

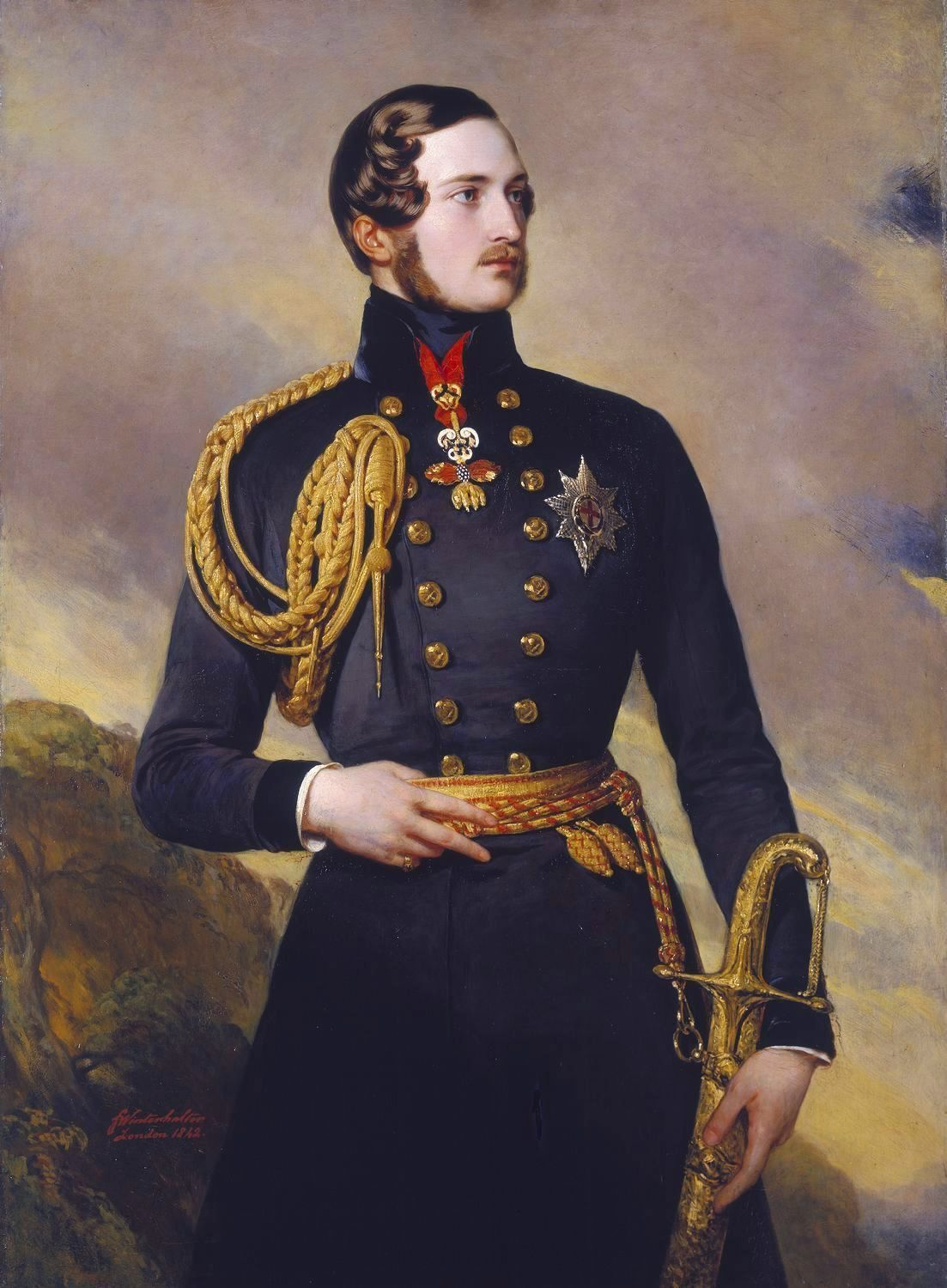
Albert Sasko-Kobursko-Gothajský na obraze Franze Xavera Winterhaltera z roku 1842

 Z nepříliš skvělé královské dechové kapely vybudoval kvalitní Royal Philharmonic Orchestra a zasadil se o to, že se ve Velké Británii prosazovala tehdy moderní hudba – Carl Maria von Weber, Felix Mendelssohn-Bartholdy nebo Richard Wagner, stejně jako méně známá díla od význačných klasiků jako byl Wolfgang Amadeus Mozart, Franz Schubert nebo Ludwig van Beethoven. Dny volna trávila královská rodina na ostrově Wight, kde zakoupili rozsáhlé pozemky a nechali zde vybudovat prostornou a vzdušnou vilu Osborne House. Dalším oblíbeným místem se stal zámek Balmoral ve Skotsku, odkud pořádali s celou rodinnou dlouhé turistické vycházky. Díky svým častým pobytům na Balmoralu byl královský pár ve Skotsku velmi oblíben a byli to také první angličtí panovníci, kteří do této části království pravidelně jezdili. O výchovu svých milovaných dětí se osobně staral a každý večer je ukládal ke spánku a každé ráno budil. Třebaže se v královské rodině mluvilo převážně německy a také třeba Vánoce se tu slavily podle německého zvyku, nevládla tu v žádném případě žádná tvrdá výchova německého typu. Byl milujícím otcem, hrál si dětmi, sportoval s nimi a měl k nim velmi přátelský vztah. Snad jen na korunního prince Alberta Edwarda byl přísnější. Poklidná idylka spokojené rodiny byla jen občas narušena záchvatem vzteku, kterému se temperamentní Viktorie čas od času neubránila. Poté vždy přišlo období lítosti, kdy se svému manželovi se slzami v očích omlouvala a opět nastala poklidná atmosféra plná pohody.

## Manžel královny

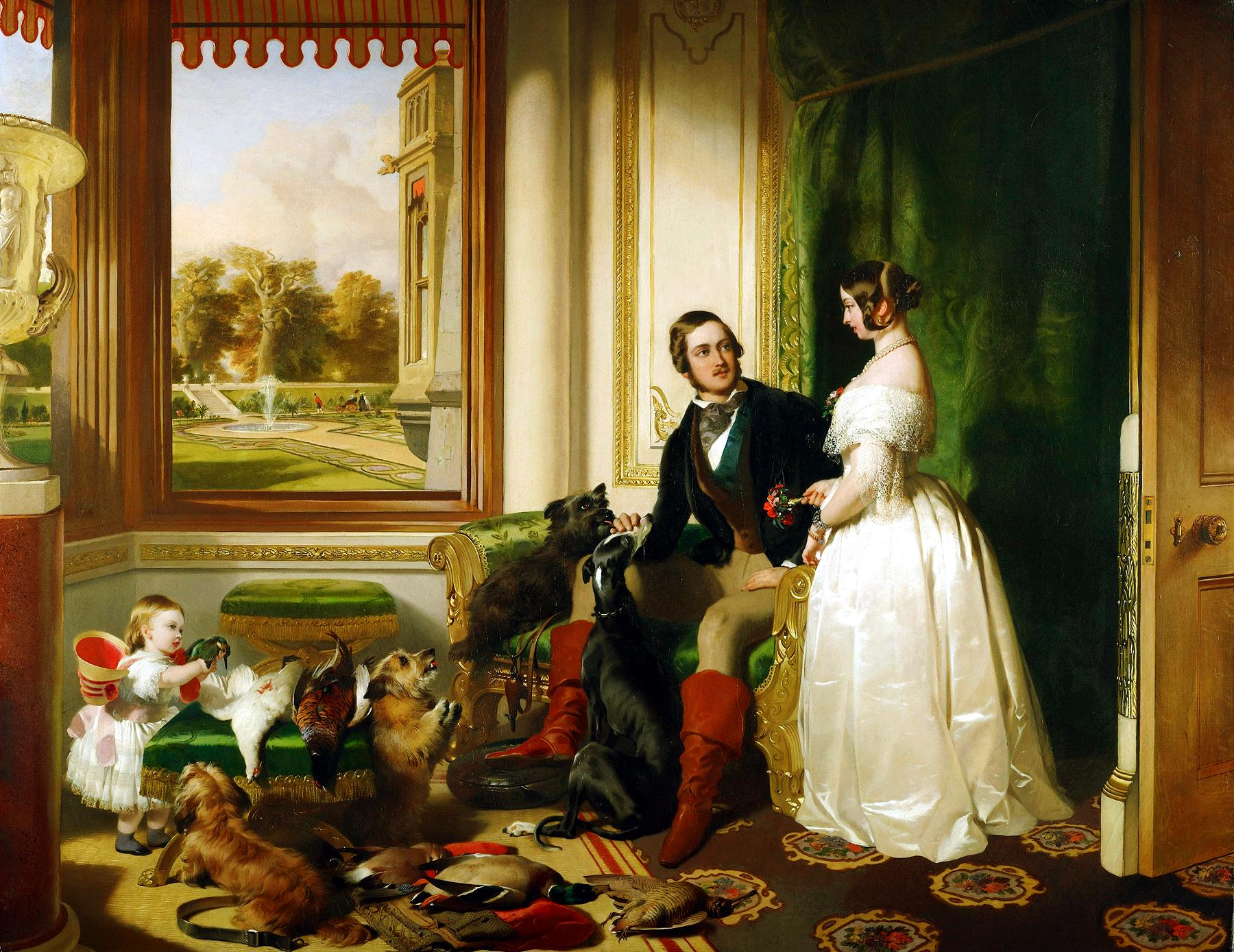
Edwin Landseer: Widsorský zámek v moderní době (obraz z počátku 40. let ukazuje Viktorii, Alberta a jejich dceru)

Jako manžel královny neměl Albert takřka žádné politické pravomoce a jeho manželka mu to někdy dávala až nepříjemně najevo. Často také tvrdě uplatnila svá panovnická práva a nařídila svému manželovi, co má a nemá dělat. Nejednou mu tak třeba přímo rozkázala, kdy se má vrátit z honu. Jeho osobní mocenská pozice se mírně zlepšila po narození následníka trůnu Alberta Edwarda, roku 1841. Tehdy byl přizván do korunní rady a postupem času se stal osobním tajemníkem a rádcem své ženy. Manželé tak sdíleli společnou pracovnu, v níž měli psací stoly vedle sebe. V dobách těhotenství a porodů Albert svoji ženu zastupoval a měl její plnou důvěru. Velký zájem projevoval o špatné životní a pracovní podmínky, v nichž byli nuceni žít tehdejší dělníci z továren a stal se tedy prezidentem Společnosti pro zlepšení situace dělnické třídy. Podporoval výstavbu levných dělnických sídlišť, která poskytovala důstojné a hygienické bydlení pro ty nejchudší. Tyto jeho sympatie s dělníky vzbudily u většiny obyvatel země odpor a odmítnutí. Kromě sociálních problémů se snažil řešit i řadu jiných otázek z oblasti politiky či kultury, jezdil po království se svou ženou a pokoušel se osobně pomoci, kde to jen šlo. Ve svých třiceti letech byl díky svému hektickému životnímu tempu na pokraji sil. Byl bledý, unavený, trpěl nespavostí a depresemi.

## Mezinárodní výstava 1851
Po roce 1848 se v Royal Society of Arts zrodila myšlenka uspořádat ve Velké Británii mezinárodní výstavu, která by zahrnovala různé oblasti tehdejšího života – hospodářství, techniku a také kulturu. Princ Albert, jako prezident Royal Society of Arts, vzal myšlenku za svou a rozhodl se zrealizovat ji za každou cenu. Britská veřejnost se postavila proti tomuto záměru, ale britská Dolní sněmovna projekt schválila. I přes pokračující a usilovné spory s tehdejším tiskem bylo dosaženo cíle a v Hyde Parku byl vybudován výstavní Křišťálový palác. 1. května 1851 byla výstava zahájena a sešlo se na ní více než 14 000 vystavovatelů, z nichž polovina pocházela ze zahraničí. Návštěvnost byla ohromující a tisk začal výstavu konečně vychvalovat. Díky tomuto vývoji situace se stal ve Velké Británii, poprvé a naposledy ve svém životě, obdivovanou a lidem oblíbenou osobou. Zisk z výstavy byl použit na vybudování akademie věd, muzea (dnes Victoria and Albert Museum) a hudební a výtvarné akademie. Všechna příkoří a problémy, které tomuto úspěchu předcházely, se ale odrazily na jeho stále se zhoršujícím zdravotním stavu. Zhoršily se jeho revmatické potíže, trpěl nadváhou, omezil výlety do přírody, jeho stavy depresí byly stále těžší.

## Poslední léta života

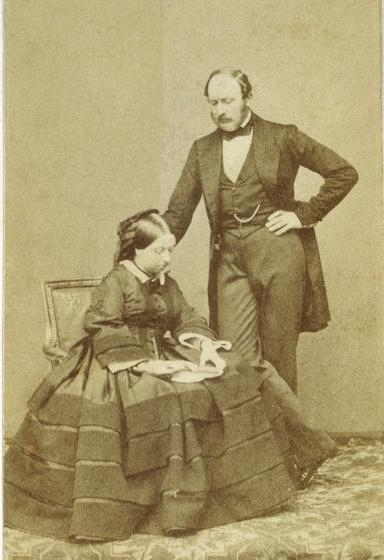
John Jabez Edwin Mayall: Viktorie s Albertem, ručně kolorovaný albuminový tisk, fotografická vizitka, 10×7 cm, březen 1861

V době, kdy hrozilo vypuknutí krymské války (1853–1856), se Albert projevil jako pacifista a odpůrce válek, za což ihned následoval útok ze strany tisku. Mezi lidmi se dokonce šířily pověsti o tom, že má být zatčen pro vlastizradu. Nic takového se nestalo, ale trest přesto přišel, neboť byl vyloučen z ministerské rady a ztratil veškerý přímý vliv na politickou situaci. Zřejmě pro útěchu mu byl ale udělen titul Princ manžel, o což královna Viktorie už dlouho usilovala. Další krize v životě prince Alberta přišla ve chvíli, kdy se jeho nejmilovanější dcera Viktorie měla provdat za Fridricha Pruského, což byl synovec pruského krále Fridricha Viléma IV. Oba rodiče byli tímto sňatkem nadšeni, stejně jako oba snoubenci, ale tisk, podporovaný veřejností, projevil zase nesouhlas a ostře se postavil proti vyvdání princezny do tehdy ještě nepříliš významného Pruska. Vlna odporu se zvedla i v rodné zemi ženicha a diplomaté měli plno práce s uklidněním situace. V německém Prusku byla anglická princezna považována za cizinku, a to i přesto, že oba její rodiče, tedy princ Albert i královna Viktorie, pocházeli z německých rodů. Svatba Fridricha Pruského a princezny Viktorie se uskutečnila 25. ledna 1858. Nedlouho předtím se dne 14. dubna 1857 narodila jejich nejmladší dcera princezna Beatrice. Velké starosti dělal v té době Albertovi osud jejich dalšího dítěte, tehdy již dospívajícího následníka trůnu, prince Edwarda. Ten se příliš nevěnoval studiu a mnohem více ho zajímala móda, krásné ženy a veselá společnost.
V roce 1860 se naposledy cítil dobře, když došlo v Koburgu k setkání celé rodiny. Za bratrem Arnoštem přijel on sám s manželkou, královnou Viktorií, a dvěma dětmi a setkal se zde i se svojí dcerou Viktorií a jejím manželem Fridrichem. Při loučení se svému bratrovi svěřil s tím, že se asi vidí naposledy. Po návratu do Anglie se jeho zdravotní stav skutečně prudce zhoršil. V roce 1861 se v tisku objevila zpráva o tom, že má následník trůnu, princ Edward, milostný poměr s mladou herečkou. Albert odjel za synem do Cambridge a v soukromí se s ním sešel. Do Londýna se vrátil s horečkou a zcela vyčerpán. 12. prosince 1861 upadl do bezvědomí, z něhož už se neprobral. Zemřel 14. prosince 1861. Tehdejší diagnóza zněla tyfus, avšak současní autoři poukazují na to, že Albert byl dlouhodobě nemocný a pravděpodobně trpěl Crohnovou nemocí, selháním ledvin nebo rakovinou žaludku. Královna Viktorie truchlila pro svého zemřelého manžela až do konce svého života a nikdy se z jeho smrti zcela nevzpamatovala. Přežila svého manžela o čtyřicet let.

## Královský pár na fotografiích
Angličan John Jabez Edwin Mayall v roce 1860 pořídil první carte de visite královny Viktorie, k čemuž využíval techniky ručně kolorovaného albuminového tisku. V březnu 1861 byl pověřen, aby pořídil dvojportrét královského páru. Albert však několik měsíců poté zemřel a tato událost vyvolala poptávku veřejnosti po portrétech královské rodiny na fotografických vizitkách. Nákupem těchto snímků veřejnost demonstrovala své sympatie a podílela se na podobě veřejného smutku. V té době bylo módní sběratelství fotografií a jejich ukládání do alb. Královna Viktorie sdílela se svým manželem nadšení pro fotografování a vlastnili více než 100 alb, ve kterých sbírali portréty z každé zahraniční cesty.

## Vývod z předků
|                                 |                                              |  |                                           |                                                   |  |  |  |  |  |  |  | František Josiáš Sasko-Kobursko-Saalfeldský |
|                                 |                                              |  |                                           |                                                   |  |  |  |  |  |  |  |                                             |
|                                 | Arnošt Fridrich Sasko-Kobursko-Saalfeldský   |  |                                           |                                                   |  |  |  |  |  |  |  |                                             |
|                                 |                                              |  |                                           |                                                   |  |  |  |  |  |  |  |                                             |
|                                 |                                              |  |                                           | Anna Žofie Schwarzbursko-Rudolstadtská            |  |  |  |  |  |  |  |                                             |
|                                 |                                              |  |                                           |                                                   |  |  |  |  |  |  |  |                                             |
|                                 | František Sasko-Kobursko-Saalfeldský         |  |                                           |                                                   |  |  |  |  |  |  |  |                                             |
|                                 |                                              |  |                                           |                                                   |  |  |  |  |  |  |  |                                             |
|                                 |                                              |  |                                           | Ferdinand Albrecht II. Brunšvicko-Wolfenbüttelský |  |  |  |  |  |  |  |                                             |
|                                 |                                              |  |                                           |                                                   |  |  |  |  |  |  |  |                                             |
|                                 | Žofie Antonie Brunšvicko-Wolfenbüttelská     |  |                                           |                                                   |  |  |  |  |  |  |  |                                             |
|                                 |                                              |  |                                           |                                                   |  |  |  |  |  |  |  |                                             |
|                                 |                                              |  |                                           | Antonie Amálie Brunšvicko-Wolfenbüttelská         |  |  |  |  |  |  |  |                                             |
|                                 |                                              |  |                                           |                                                   |  |  |  |  |  |  |  |                                             |
|                                 | Arnošt I. Sasko-Kobursko-Gothajský           |  |                                           |                                                   |  |  |  |  |  |  |  |                                             |
|                                 |                                              |  |                                           |                                                   |  |  |  |  |  |  |  |                                             |
|                                 |                                              |  |                                           | Jindřich XXIX. Reuss Ebersdorf                    |  |  |  |  |  |  |  |                                             |
|                                 |                                              |  |                                           |                                                   |  |  |  |  |  |  |  |                                             |
|                                 | Jindřich XXIV. Reuss-Ebersdorf               |  |                                           |                                                   |  |  |  |  |  |  |  |                                             |
|                                 |                                              |  |                                           |                                                   |  |  |  |  |  |  |  |                                             |
|                                 |                                              |  |                                           | Žofie Teodora z Castell-Remlingen                 |  |  |  |  |  |  |  |                                             |
|                                 |                                              |  |                                           |                                                   |  |  |  |  |  |  |  |                                             |
|                                 | Augusta Reuss Ebersdorf                      |  |                                           |                                                   |  |  |  |  |  |  |  |                                             |
|                                 |                                              |  |                                           |                                                   |  |  |  |  |  |  |  |                                             |
|                                 |                                              |  |                                           | Jiří August z Erbach-Schönberg                    |  |  |  |  |  |  |  |                                             |
|                                 |                                              |  |                                           |                                                   |  |  |  |  |  |  |  |                                             |
|                                 | Karolina Ernestina Erbašsko-Schönberská      |  |                                           |                                                   |  |  |  |  |  |  |  |                                             |
|                                 |                                              |  |                                           |                                                   |  |  |  |  |  |  |  |                                             |
|                                 |                                              |  |                                           | Ferdinanda Henrietta ze Stolberg-Gedern           |  |  |  |  |  |  |  |                                             |
|                                 |                                              |  |                                           |                                                   |  |  |  |  |  |  |  |                                             |
| Albert Sasko-Kobursko-Gothajský |                                              |  |                                           |                                                   |  |  |  |  |  |  |  |                                             |
|                                 |                                              |  |                                           |                                                   |  |  |  |  |  |  |  |                                             |
|                                 |                                              |  | Fridrich III. Sasko-Gothajsko-Altenburský |                                                   |  |  |  |  |  |  |  |                                             |
|                                 |                                              |  |                                           |                                                   |  |  |  |  |  |  |  |                                             |
|                                 | Arnošt II. Sasko-Gothajsko-Altenburský       |  |                                           |                                                   |  |  |  |  |  |  |  |                                             |
|                                 |                                              |  |                                           |                                                   |  |  |  |  |  |  |  |                                             |
|                                 |                                              |  |                                           | Luisa Dorota Sasko-Meiningenská                   |  |  |  |  |  |  |  |                                             |
|                                 |                                              |  |                                           |                                                   |  |  |  |  |  |  |  |                                             |
|                                 | Augustus Sasko-Gothajsko-Altenburský         |  |                                           |                                                   |  |  |  |  |  |  |  |                                             |
|                                 |                                              |  |                                           |                                                   |  |  |  |  |  |  |  |                                             |
|                                 |                                              |  |                                           | Antonín Ulrich Sasko-Meiningenský                 |  |  |  |  |  |  |  |                                             |
|                                 |                                              |  |                                           |                                                   |  |  |  |  |  |  |  |                                             |
|                                 | Šarlota Sasko-Meiningenská                   |  |                                           |                                                   |  |  |  |  |  |  |  |                                             |
|                                 |                                              |  |                                           |                                                   |  |  |  |  |  |  |  |                                             |
|                                 |                                              |  |                                           | Šarlota Amálie Hesensko-Philippsthalská           |  |  |  |  |  |  |  |                                             |
|                                 |                                              |  |                                           |                                                   |  |  |  |  |  |  |  |                                             |
|                                 | Luisa Sasko-Gothajsko-Altenburská            |  |                                           |                                                   |  |  |  |  |  |  |  |                                             |
|                                 |                                              |  |                                           |                                                   |  |  |  |  |  |  |  |                                             |
|                                 |                                              |  |                                           | Ludvík Meklenbursko-Zvěřínský                     |  |  |  |  |  |  |  |                                             |
|                                 |                                              |  |                                           |                                                   |  |  |  |  |  |  |  |                                             |
|                                 | Fridrich František I. Meklenbursko-Zvěřínský |  |                                           |                                                   |  |  |  |  |  |  |  |                                             |
|                                 |                                              |  |                                           |                                                   |  |  |  |  |  |  |  |                                             |
|                                 |                                              |  |                                           | Šarlota Žofie Sasko-Kobursko-Saalfeldská          |  |  |  |  |  |  |  |                                             |
|                                 |                                              |  |                                           |                                                   |  |  |  |  |  |  |  |                                             |
|                                 | Luisa Šarlota Meklenbursko-Zvěřínská         |  |                                           |                                                   |  |  |  |  |  |  |  |                                             |
|                                 |                                              |  |                                           |                                                   |  |  |  |  |  |  |  |                                             |
|                                 |                                              |  |                                           | Jan August Sasko-Gothajsko-Altenburský            |  |  |  |  |  |  |  |                                             |
|                                 |                                              |  |                                           |                                                   |  |  |  |  |  |  |  |                                             |
|                                 | Luisa Sasko-Gothajsko-Altenburská            |  |                                           |                                                   |  |  |  |  |  |  |  |                                             |
|                                 |                                              |  |                                           |                                                   |  |  |  |  |  |  |  |                                             |
|                                 |                                              |  |                                           | Luisa Reuss-Schleiz                               |  |  |  |  |  |  |  |                                             |
|                                 |                                              |  |                                           |                                                   |  |  |  |  |  |  |  |                                             |